# Majminskij rajon
Il Majminskij rajon (in russo Майминский район?) è un municipal'nyj rajon della Repubblica autonoma dell'Altaj, nella Russia asiatica. Istituito il 16 settembre 1924, occupa una superficie di 1285 chilometri quadrati, ha come capoluogo Majma e conta circa 25 centri abitati.